# John Otho Marsh junior

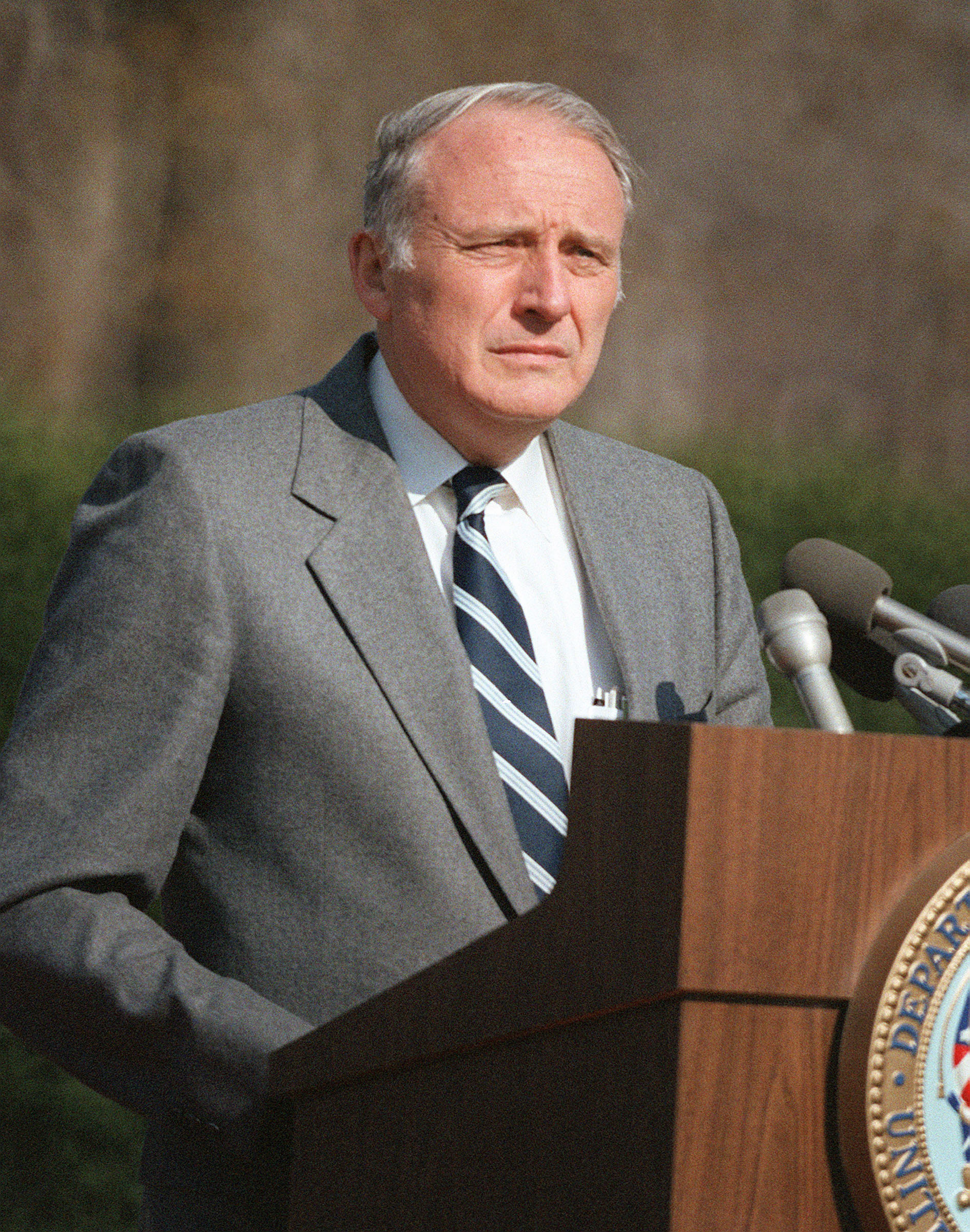
John Otho Marsh als Redner auf einem Begräbnis (1985)

John Otho Marsh Jr. (* 7. August 1926 in Winchester, Virginia; † 4. Februar 2019 in Raphine, Rockbridge County, Virginia) war ein US-amerikanischer Politiker (Demokratische Partei). Er vertrat den Bundesstaat Virginia im US-Repräsentantenhaus und war zwischen 1981 und 1989 Heeresminister der Vereinigten Staaten.
Marsh trat nach dem Schulbesuch 1944 der US Army bei. Er bekleidete den Rang eines Lieutenant und gehörte den alliierten Besatzungstruppen in Deutschland an. Nach seiner Rückkehr in die Vereinigten Staaten wurde er Offizier in der Nationalgarde von Virginia, in der er bis 1976 verblieb.
Er promovierte an der Washington and Lee University, wo er ein Mitglied der Verbindung Phi Kappa Psi war. Nach der Aufnahme in die Anwaltskammer begann Marsh in Strasburg als Jurist zu praktizieren. Er wurde Prozessanwalt der Stadt New Market und Stadtrichter von Strasburg. Zwischen 1963 und 1971 vertrat er den siebten Wahlbezirk von Virginia im US-Repräsentantenhaus; 1970 trat er nicht mehr zur Wiederwahl an.
Nachdem er zunächst wieder als Anwalt gearbeitet hatte, wurde Marsh 1973 zum Unterstaatssekretär im Verteidigungsministerium (Assistant Secretary of Defense) berufen; im folgenden Jahr übte er sieben Monate lang den Posten des Beraters von Präsident Richard Nixon für Fragen der nationalen Sicherheit aus, ehe dieser zurücktrat. Auch unter Nixons Nachfolger Gerald Ford war Marsh weiter als Berater tätig.
Von 1977 bis 1981 ging Marsh dann noch einmal seinem juristischen Beruf nach, ehe er als Secretary of the Army wieder in Regierungsdienste trat. Er hatte dieses Amt während der kompletten Präsidentschaft von Ronald Reagan inne. Danach setzte er sich im Shenandoah County in Virginia zur Ruhe. Er und seine Ehefrau hatten drei Kinder und sieben Enkelkinder.